# Лиховій Дмитро Вікторович
Дмитро́ Ві́кторович Лихові́й (2 квітня 1974, Узин) — військовий речник, український журналіст, громадський діяч, поет, військовослужбовець, учасник війни з Росією. Головний редактор інтернет-видання «Новинарня». Майже 20 років працював заступником головного редактора газети «Україна молода» (1996—2015).

## Життєпис
Вищу освіту здобув в Київському національному університеті, Інститут журналістики (1991—1996)

## Кар'єра

### Журналістська кар'єра
- 1991—2015 — журналіст газети «Україна молода».[1][2]
- З 1993 — оглядач, з 1994 — завідувач відділу політики «України молодої».
- З січня 1996 до серпня 2015 року — заступник головного редактора «України молодої».

В 2001—2002 рр. — головний редактор інтернет-видання «ЗМІна», у 2003 р. — головний редактор журналу «Молода Україна».
З січня 2016 року — головний редактор інтернет-видання «Новинарня».

### Військова служба
У березні 2014 р. як офіцер запасу був мобілізований до лав Збройних сил України. Служив заступником командира по роботі з особовим складом зенітної ракетно-артилерійської батареї зенітного ракетно-артилерійського дивізіону 1-ї окремої танкової бригади (смт Гончарівське, Чернігівська область).
Під час служби отримав чергове військове звання — старший лейтенант.
Демобілізований у березні 2015 р.
У листопаді 2023 року знову мобілізувався до ЗСУ. Із грудня 2023 року — капітан, речник Генерального штабу ЗСУ. Із лютого 2024 року — начальник відділу зв'язків з громадськістю — речник ОСУВ "Таврія" (очолював також Об'єднаний пресцентр Сил оборони Таврійського напрямку).
16 березня 2024 року залишив посаду начальника відділу зв'язків з громадськістю.
17 липня 2024 року вдруге став речником ОУВ «Таврія».

## Громадська діяльність
У 1991-1994 рр. — активіст Союзу українського студентства (СУС), учасник акцій громадянського спротиву, редактор агенцій «СУС-інформ» та СІА; 1992 —1993 — прес-секретар СУСу.
Із 2014 р. активно займається волонтерською діяльністю на допомогу ЗСУ, зокрема підтримував підрозділи 1 отбр.

## Творчість
У 1990-х роках писав вірші (під псевдом Ярко Бантина), автор «самвидавчих» збірок постмодерністської поезії «Нецке з твоїх кісток», «Радіо Київ», «Панна моя печаль» тощо.
Багато віршів Дмитра Лиховія друкувалися в періодичній пресі; деякі стали текстами пісень.

## Родина
Одружений із журналісткою Лесею Шовкун — донькою українського перекладача, письменника, літературного редактора Віктора Шовкуна. Має доньку Богдану від першого шлюбу.

## Відзнаки
- 2005 указом президента України Віктора Ющенка відзначений званням «заслужений журналіст України», однак публічно відмовився від звання.

## Різне
Хобі — кросворди, футбол, подорожі.